# 超覺之境
超覺之境（英語：Beyond Awareness）是一支来自芬蘭坦佩雷的旋律金属核乐队，成立于2019年，最具代表性的歌曲是《Crime》。

## 歷史
樂隊的首張專輯《Dissonance》以自費方式錄製，專輯中包括《End of Our Love》、《Sinverted》和《Reset Me》等單曲。
樂隊還以自費方式發行了單曲《Burn》，並為這首歌拍攝了音樂影片。同年還發行了單曲《Resonance》。
2021年，樂隊發布了單曲《Pyrochemical》。這首歌收穫了大量電臺播放，並被選為 YleX 的「新興推薦」（Nosteeseen）。 不久之後，樂隊與芬蘭蘭卡发行 (Ranka Kustannus) 唱片公司簽訂了首張專輯的唱片合約。樂隊與唱片公司合作的首個作品是為 Blind Channel 致敬專輯製作的翻唱曲《Like A Brother》。
2022年，樂隊登上了“Lost In Music”音樂節的舞台。

## 作品

### 專輯
- 《Dissonance》（《不諧》）

### 單曲
- 《End of Our Love》（《我們愛的終結》）
- 《Sinverted》（《罪惡顛倒》或《扭曲的罪惡》）
- 《Reset Me》（《重置我》）
- 《Burn》（《燃燒》）[5]
- 《Resonance》（《共鳴》）[6]
- 《Pyrochemical》（《熱化學反應》）
- 《Like A Brother》 (Blind Channel-cover 2021)（《如同兄弟》（Blind Channel 翻唱曲）[7]
- 《Crime》 (2023)（《犯罪》）
- 《Autopilot》 (2024)（《自動駕駛》）